# Editorial Láinez
Editorial Láinez, y luego EDMAL, fue una editorial argentina fundada por Manuel Láinez Cané.

## Trayectoria
Su primera revista fue Tit-Bits, versión del semanario homónimo británico, a la que seguiría Pucky (1922).
Tras el fallecimiento del fundador, comenzaron El Gorrión (1932), que intentaba competir con El Tony, Ra-Ta-Plan (1935), Historietas (1938) y Espinaca (1941).
En los años cincuenta se lanzan Puño Fuerte (1950) y Lanza Brava (1951).
Ya en su declive y bajo el nombre de EDMAL, aparecen nuevas revistas como Impacto y Fuego en 1959.